# 落合恒雄
落合 恒雄（おちあい つねお、1872年〈明治5年〉 - 1940年〈昭和15年〉）は、日本の武道家、政治家。

## 経歴
鳥取県出身。米子市西町、落合甚大夫の養子。少時より剣道を修業する。米子中学校（現・米子東高校）修学。1905年、大日本武徳会教員養成所に入所、内藤高治範士の門下生となる。卒業後米子中学校（現・米子東高校）武道教員を拝命する。
1912年に師範学校、中学校教員剣道講習会において課程を修了する。1917年12月より1921年10月まで西区長として自治に尽力する。1921年9月より1927年3月まで米子町会議員として町政に参与する。1927年7月、西区長に再任。
1921年に剣道精錬証を取得、武徳会地方幹事、青年演武大会審判員となる。1923年に山陰農工具清算人に選任される。1930年に剣道教士の称号を贈られ、武道階級地方審査員鳥取支部長となる。
1937年に剣道六段、1946年に同七段に昇進し、本部審判員になり、没後剣道八段を贈られる。

## 人物
山陰地方の近代剣道、学校剣道の草分けである。北辰一刀流である。住所は米子市西町。